# Mont-Villers
Mont-Villers is een voormalige gemeente in het Franse departement Meuse in de regio Grand Est.

## Geschiedenis
Mont-Villers ontstond in 1965 door de fusie van Mont-sous-les-Côtes met Villers-sous-Bonchamp. In 1977 fuseerde de gemeente met Bonzée-en-Woëvre en Mesnil-sous-les-Côtes tot de gemeente Bonzée.

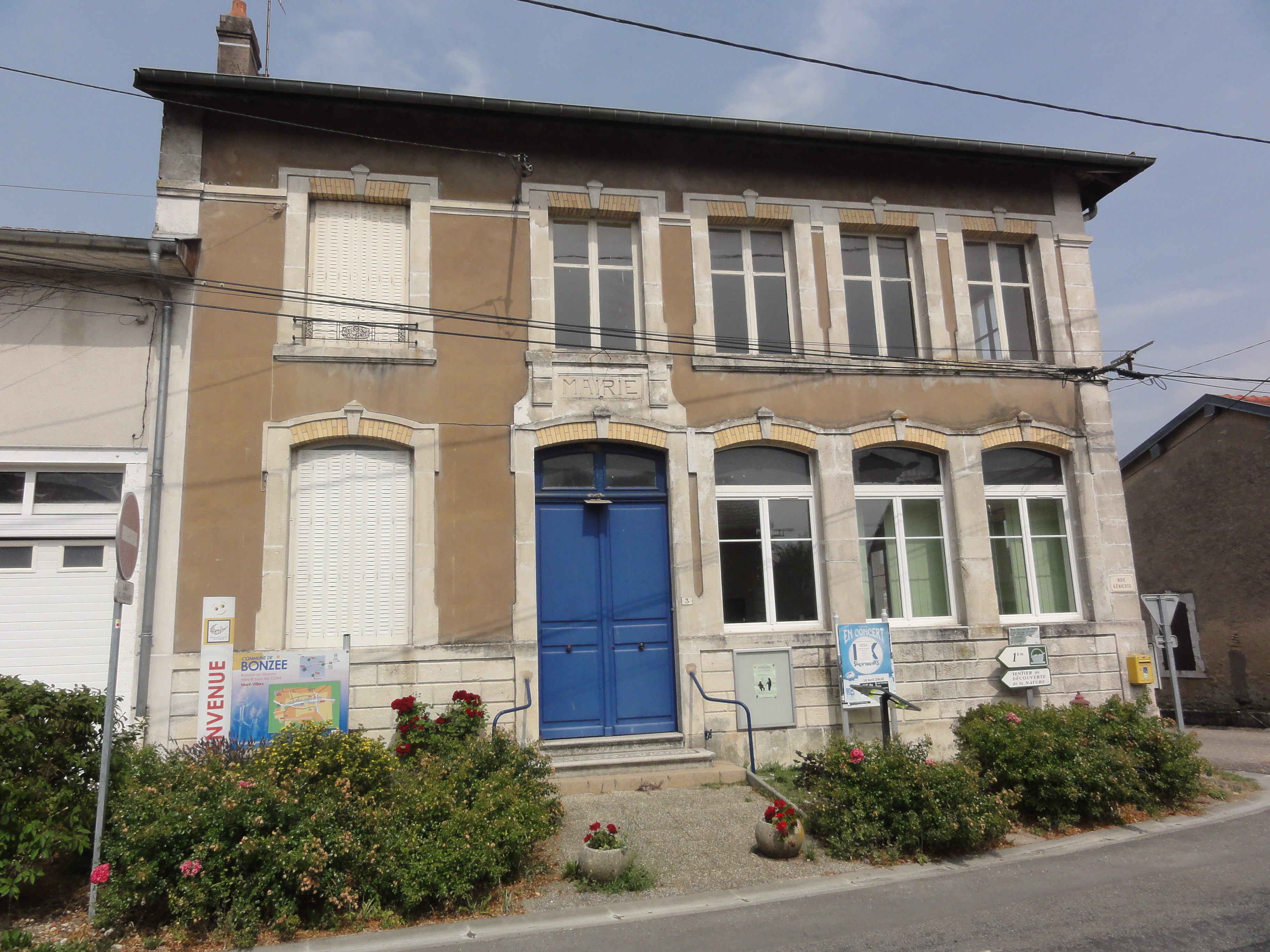
Het voormalige gemeentehuis van Mont-Villers